# آپاچی ماهوت
آپاچی ماهوت (فیلبان) یک پروژه از بنیاد نرم‌افزاری آپاچی برای تولید رایگان پیاده‌سازی الگوریتم‌های یادگیری ماشین توزیع‌شده یا مقیاس‌پذیر است که اصولاً روی حوزه‌های پالایش گروهی (collaborative filtering)، خوشه بندی و طبقه‌بندی متمرکز است. بسیاری از پیاده‌سازی‌ها از سکوی Apache Hadoop استفاده می‌کنند. ماهوت کتابخانه‌های جاوا برای عملیات ریاضی عمومی (با تمرکز بر جبر خطی و آمار) و collectionهای اولیهٔ جاوا ار فراهم می‌آورد. ماهوت یک کار در حال پیشرفت است؛ تعداد الگوریتم‌های پیاده‌سازی‌شده به سرعت توسعه‌داده‌شده‌اند اما برخی الگوریتم هنوز هم به ماهوت اضافه نشده‌اند.
در حالی که الگوریتم‌های اصلی خوشه بندی، طبقه‌بندی و پالایش گروهی دسته‌ای در ماهوت بر بستر آپاچی هادوپ و با استفاده از پارادایم نگاشت/کاهش (map/reduce) پیاده‌سازی شده‌اند، لازم نیست که حتماً پیاده‌سازی الگوریتم‌های جدید بر بستر هادوپ باشد.
از نسخه ۰٫۱۰٫۰ پروژه به بعد، تمرکز ماهوت روی توسعه محیط‌های برنامه‌سازی مستقل از عقبه (backend)، قرار گرفت (به نام Samsara). محیط از بهینه‌سازهای مستقل از عقبه جبری، خود را به ساختمان باطن مستقل محیط برنامه‌نویسی، کد، نام «سامسارا».